# Almáttki áss
Hinn almáttki áss (el todopoderoso ás) es una divinidad nórdica desconocida evocada en un juramento legal declarado en un templo anular. Este juramento es especialmente mencionado en Landnámabók (Hauksbók 268):
| Hjálpi mér svá Freyr ok Njörðr ok inn almáttki Áss | Que Freyr y Njörðr y el todopoderoso ás me ayude |  |

## Teorías
La identidad de esta divinidad ha ocasionado mucha especulación.

### Thor
La identificación con Thor es de sobra la más común. El adjetivo "todopoderoso" encaja muy bien con él y además él tiene una prominente posición en la época del asentamiento de Islandia.

### Ullr
El almáttki áss puede identificarse con Ullr pues en el Atlakviða (30) Gudrún menciona los juramentos que Gunnar hace por el anillo de Ullr. Rudolf Simek teoriza que esta hipótesis se contradecía con la insignificatividad del culto hacia Ullr.

### Odín
La expresión puede también referirse a Odín, como el dios más importante del panteón nórdico. Pero aparte del hecho de que su culto no fue muy extendido en Islandia, su naturaleza impredecible va totalmente en contra de esta solución.

### Týr
Rudolf Simek también sufiere que el almáttki áss puede ser Týr. Incluso si este dios fuera poco conocido en Islandia, el juramento fue legal y Týr fue históricamente relacionado con la ley (cf. Mars Thingsus y posiblemente regnator omnium deus).

### Cristiandad
Finalmente, como el juramento fue transmitido por un autor cristiano, el almáttki áss pudo tener un significado cristiano. John Lindow sugirió de este modo que quizás el autor “quería referirse con ‘áss todopoderoso’ a una noble anticipación pagana de la nueva religión que estaba por venir”. Régis Boyer comparte esta opinión, subrayando que la palabra “almáttki” no se encuentra en ningún otro sitio de contexto pagano.